# Подводные лодки типа «Брин»
Подводные лодки типа «Брин» (итал. Brin) — серия итальянских подводных лодок времён Второй мировой войны. Основанный на предыдущем проекте «Архимед», проект «Брин» отличался более мощными дизельными двигателями, рубкой большего размера, а также наличием одного артиллерийского палубного орудия, вместо двух. Развитием проекта «Брин» стали подводные лодки типа «Люцци».

## Конструкция
Конструкция лодки частично двухкорпусная. В качестве главной силовой установки имела два дизельных двигателя по 3400 лошадиных сил, и два электромотора по 1 300 лошадиных сил, для подводного хода. Запас хода в надводном положении составлял 9000 морских миль, в подводном — 90. Рабочая глубина погружения составляла 110 метров.

## Вооружение
Вооружение состояло из торпедного и артиллерийско-пулемётного вооружения. Основными являлись восемь 533 мм торпедных аппаратов, палубное 120 мм артиллерийское орудие являлось вспомогательным оружием.

## Представители
| Название     | Верфь         | Дата закладки    | Дата спуска на воду | Дата вступления в строй | Дата вывода из состава флота (дата гибели) |
| ------------ | ------------- | ---------------- | ------------------- | ----------------------- | ------------------------------------------ |
| Брин         | Този, Таранто | 3 февраля 1936   | 3 апреля 1938       | 20 июня 1938            | 1 февраля 1948                             |
| Гальвани     | Този, Таранто | 3 декабря 1936   | 22 мая 1938         | 29 июля 1938            | 24 июня 1940                               |
| Гульельмотти | Този, Таранто | 3 декабря 1936   | 11 сентября 1938    | 12 октября 1938         | 17 марта 1942                              |
| Аркимеде     | Този, Таранто | 23 декабря 1937] | 5 марта 1939        | 18 апреля 1939          | 15 апреля 1943                             |
| Торричелли   | Този, Таранто | 23 декабря 1937  | 26 марта 1939       | 7 мая 1939              | 23 июня 1940                               |